# Esaias van de Velde

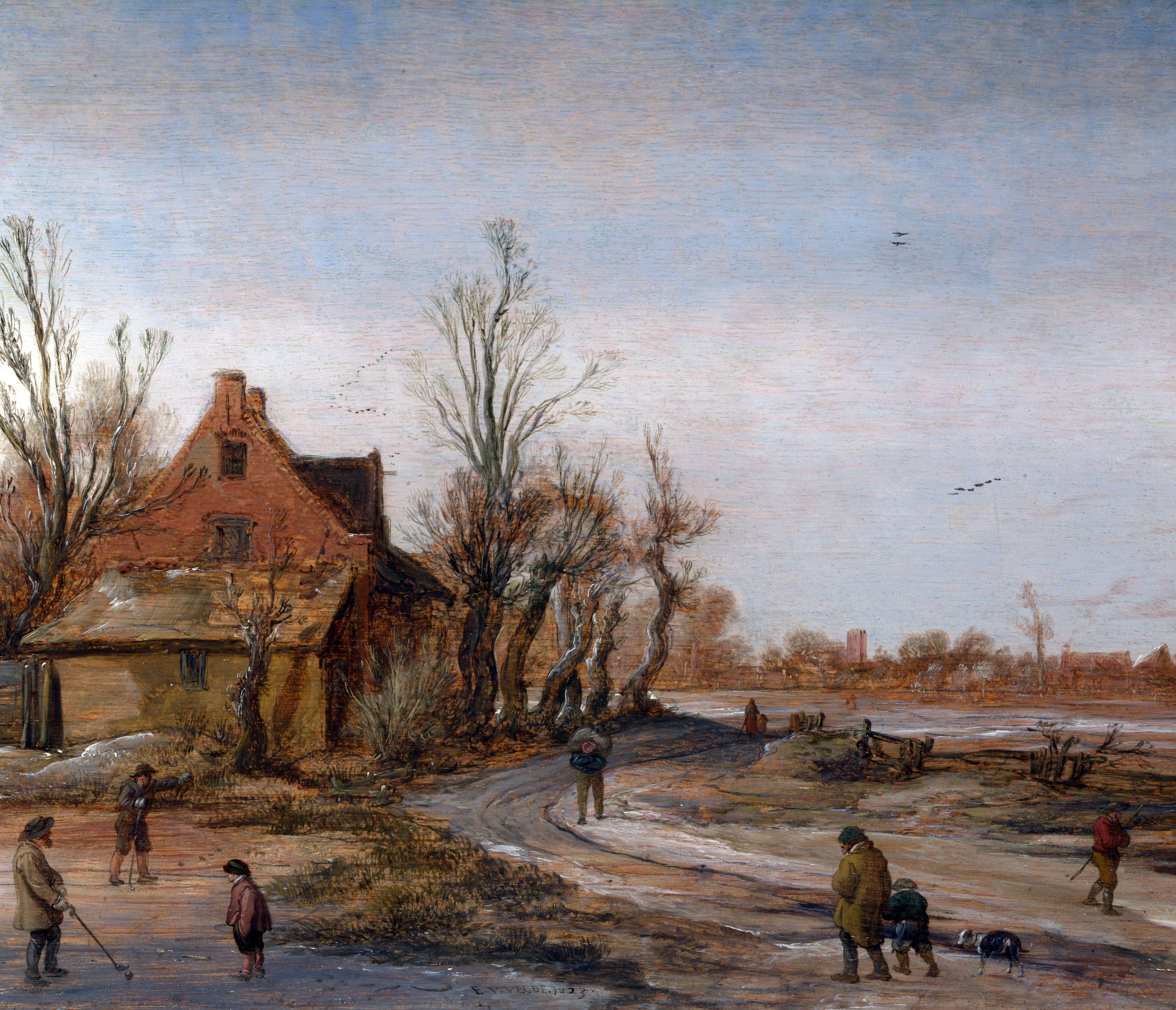
Zimní krajina - 1623

Esaias van de Velde [esajas fan de felde] (pokřtěn 17. května 1587, Amsterdam - pohřben 18. listopadu 1630, Haag) byl holandský krajinář 17. století.
Narodil se v Amsterdamu, kam jeho otec Hans van de Velde jako protestant uprchl v roce 1585 z Vlámska. Malířství studoval u svého otce a u Gillise van Coninxloo, krajináře z Antverp a žáka Pietera Brueghela staršího. Mezi lety 1610-1618 pracoval v Haarlemu a stal se zde, spolu s malířem Herculem Segersem roku 1612 členem slavného malířského bratrstva sv. Lukáše, tzv. Guildy. Kontakt s jejími členy prohloubil realističnost Esaiasových krajinomaleb, které už nejsou pouze pozadím žánrových výjevů, ale svébytným oborem malby. Proto je také Esaias považován za jejího zakladatele. Pod vlivem německého malíře Adama Elsheimera van de Velde dosáhl ještě větší věrnosti přírodě než tomu bylo u jeho učitele. Používá nižší horizont a trojúhelníkovou kompozici.
Vedle krajin maloval Esaias van de Velde také žánrové výjevy (obrazy vznešených společností a bankety v přírodě) a vojenské motivy. Kromě toho maloval žánrové motivy také v obrazech jiných malířů, což je v renesanci a baroku celkem běžná praktika. Zemřel v Haagu v roce 1630 jako neoficiální dvorní malíř Oranžských princů Mořice Nasavského a Fredericka Hendrika. Jeho žáky byli Jan van Goyen a Jan Asselyjn. Jeho bratrancem byl grafik a mědirytec Jan van de Velde. Naopak v žádném příbuzenském vztahu není Esaias (ani Jan) s malíři Willemem van de Velde starším a Willemem van de Velde mladším.